# Mouna Karray
Mouna Karray (* 1970 in Sfax) ist eine tunesische Fotografin. Sie studierte von 1989 bis 1993 Filmwissenschaften und Fotografie in Tunis und von 1997 bis 2002 in Tokio (1997–2002). Während ihre Japanaufenthaltes beschäftigte sie sich in ihrem künstlerischen Schaffen vor allem mit autobiografischen Inhalten. Bekannt wurden ihre Fotoserien Tokyo my Love, die sie 2001 schuf und Identity at Stake von 2002, die noch fortgeführt wird. Neben ihrem eigenen Schaffen lehrte Mouna Karray Fotografie in Tunesien und kuratierte Ausstellungen. Ihr Studium schloss Mouna Karray mit einem Master in Image Media der Tokyo Polytechnic University (2001) ab. Sie wohnt zurzeit in Sfax und Paris.

## Ausstellungen

### Eigene Ausstellungen
- 1983 Galerie Ton Peek, Utrecht
- 2016 Nobody will talk about us,  Tyburn Gallery, London[2]
- 2011 Murmurer, Galerie El Marsa, Tunis
- 2004 The cut-out, Diwan Dar el Jeld de la Medina, Tunis

### Ausstellungsbeteiligungen (Auswahl)
- 2016 Dak’Art, Dakar[3]
- 2013 The Sea is my Land, MAXXI, Rom
- 2013 Ici, ailleurs, Friche la Belle de Mai, Tour-Panorama, Marseille
- 2013 The Bamako Encounters, Calouste Gulbenkian Foundation, Lissabon
- 2013 Bright Future Contemporary Art from Tunisia, Ifa Gallery Stuttgart
- 2012 #COMETOGETHER: LONDON, Edge of Arabia. Old Truman Brewery, London
- 2012 Bright Futur Contemporary Art from Tunisia, Ifa Gallery Berlin
- 2012 Dream City, 3rd edition, Sfax, Tunis
- 2012 The Bamako Encounters, BOZAR , Brüssel
- 2012 Chkoun Ahna, Musée National de Carthage, Tunesien
- 2012 Dégagement… La Tunisie un an après, Institut du Monde Arabe, Paris
- 2011 Les 9e Rencontres de la photographie, Bamako
- 2010 A Useful Dream, BOZAR, Brüssel
- 2010 PICHA, Image encounters, Lubumbashi
- 2010 L'autre bord #1, Galerie des grands bains douches, Marseille
- 2009 Photoquai, Musée du Quai Branly, Paris
- 2009 Spot on Bamako 2007, IFA gallery, Stuttgart
- 2009 Women of images, snatches of intimacy, Centre Culturelle Française Beirut